# Joris Chotard
Joris Chotard (Orange, 24 settembre 2001) è un calciatore francese, centrocampista del Montpellier.

## Caratteristiche tecniche
È un mediano.

## Carriera

### Club
Cresciuto nel settore giovanile del Montpellier, ha esordito in prima squadra il 10 agosto 2019 disputando l'incontro di Ligue 1 perso 1-0 contro il Rennes.
Segna un gran gol del momentaneo pareggio in Clermont Montpellier l’8 maggio 2022.

### Nazionale
Ha giocato nelle nazionali giovanili francesi Under-18, Under-19 ed Under-21.
Nel 2024 ha partecipato ai Giochi Olimpici di Parigi, vincendo una medaglia d'argento.

## Statistiche

### Presenze e reti nei club
Statistiche aggiornate al 9 febbraio 2025.
| Stagione             | Squadra              | Campionato           | Campionato | Campionato | Coppe nazionali | Coppe nazionali | Coppe nazionali | Coppe continentali | Coppe continentali | Coppe continentali | Altre coppe | Altre coppe | Altre coppe | Totale | Totale | Totale |
| Stagione             | Squadra              | Comp                 | Pres       | Reti       | Comp            | Pres            | Reti            | Comp               | Pres               | Reti               | Comp        | Pres        | Reti        | Pres   | Reti   |        |
| -------------------- | -------------------- | -------------------- | ---------- | ---------- | --------------- | --------------- | --------------- | ------------------ | ------------------ | ------------------ | ----------- | ----------- | ----------- | ------ | ------ | ------ |
| 2018-2019            | Montpellier 2        | N3                   | 6          | 0          | -               | -               | -               | -                  | -                  | -                  | -           | -           | -           | 6      | 0      |        |
| 2019-2020            | Montpellier 2        | N2                   | 2          | 0          | -               | -               | -               | -                  | -                  | -                  | -           | -           | -           | 2      | 0      |        |
| Totale Montpellier 2 | Totale Montpellier 2 | Totale Montpellier 2 | 8          | 0          |                 | -               | -               |                    | -                  | -                  |             | -           | -           | 8      | 0      |        |
| 2019-2020            | Montpellier          | L1                   | 20         | 0          | CF+CdL          | 2+1             | 0+1             | -                  | -                  | -                  | -           | -           | -           | 23     | 1      |        |
| 2020-2021            | Montpellier          | L1                   | 29         | 0          | CF              | 4               | 0               | -                  | -                  | -                  | -           | -           | -           | 33     | 0      |        |
| 2021-2022            | Montpellier          | L1                   | 36         | 1          | CF              | 2               | 0               | -                  | -                  | -                  | -           | -           | -           | 38     | 1      |        |
| 2022-2023            | Montpellier          | L1                   | 35         | 0          | CF              | 1               | 0               | -                  | -                  | -                  | -           | -           | -           | 36     | 0      |        |
| 2023-2024            | Montpellier          | L1                   | 31         | 0          | CF              | 1               | 0               | -                  | -                  | -                  | -           | -           | -           | 32     | 0      |        |
| 2024-2025            | Montpellier          | L1                   | 14         | 1          | CF              | 1               | 0               | -                  | -                  | -                  | -           | -           | -           | 15     | 1      |        |
| Totale Montpellier   | Totale Montpellier   | Totale Montpellier   | 165        | 2          |                 | 12              | 1               |                    | -                  | -                  |             | -           | -           | 177    | 3      |        |
| Totale carriera      | Totale carriera      | Totale carriera      | 173        | 2          |                 | 12              | 1               |                    | -                  | -                  |             | -           | -           | 185    | 3      |        |